# Dave Kunst
Dave Kunst (ur. 16 lipca 1939 w Caledonii) – amerykański podróżnik, który jako pierwszy człowiek na świecie odbył pieszą wyprawę dookoła świata.

## Wyprawa
Wyprawa rozpoczęła się 20 czerwca 1970 w Waseca w stanie Minnesota, a zakończyła w tym samym miejscu – 5 października 1974. Dave rozpoczął podróż wraz z bratem Johnem, który nie ukończył wyprawy z powodu śmierci 21 października 1972 w wyniku postrzału podczas napadu rabunkowego dokonanego przez afgańskich bandytów. Dave, który również ucierpiał podczas napadu, przeżył, udając martwego.